# Elephantomyia (Elephantomyodes) affluens
Elephantomyia (Elephantomyodes) affluens is een tweevleugelige uit de familie steltmuggen (Limoniidae). De soort komt voor in het Oriëntaals gebied.